# Micrabacia coronula
Espèce
Micrabacia coronula est une espèce éteinte de coraux de la famille des Micrabaciidae.